# سيما فيرما
سيما فيرما ولدت يوم 26 سبتمبر 1970 في بورتسموث في فرجينيا  وهي المدير العام والنائب الأول للرئيس في شركة اوراكل كوربوراسيون . وهي المديرة السابقة لمراكز الرعاية الطبية والخدمات الطبية خلال فترة عملها في إدارة دونالد ترامب ، شاركت في الجهود المبذولة لإلغاء قانون الرعاية الميسرة ، وكذلك تقليل مزايا ميديكد وزيادة القيود عليها. كانت متورطة في الخلافات الأخلاقية والقانونية المتعلقة باستخدامها لأموال دافعي الضرائب أثناء وجودها في منصبها.